# ماریهان
ماریهان مرکز منطقه خودگردان جزایر الند در کشور فنلاند است.

## نگارخانه

## جستارهای ویژه
- فهرست شهرهای فنلاند